# Пец, Клаудио
Кла́удио Пец (нем. Claudio Pätz; род. 7 января 1987, Урдорф, Цюрих) — швейцарский кёрлингист, вице-скип и третий в мужской команде Швейцарии на зимних Олимпийских играх 2014 и 2018 годов.

## Достижения
- Зимние Олимпийские игры: бронза (2018).
- Чемпионат мира по кёрлингу среди мужчин: бронза (2014, 2017, 2019).
- Чемпионат Европы по кёрлингу: золото (2013), серебро (2015), бронза (2016, 2017).
- Чемпионат Швейцарии по кёрлингу среди мужчин: золото (2013, 2017, 2019), серебро (2010, 2014, 2016), бронза (2012).
- Чемпионат Европы по кёрлингу среди смешанных команд: серебро (2010).
- Чемпионат Швейцарии по кёрлингу среди смешанных пар: серебро (2016).
- Чемпионат мира по кёрлингу среди юниоров: бронза (2007).

## Частная жизнь
Сестра Клаудио, Алина Пец — тоже швейцарская кёрлингистка, многократная чемпионка мира и призёр чемпионатов Европы.